# 觉醒和戏剧艺术阵线
觉醒和戏剧艺术阵线（Chetna Natya Manch，缩写为CNM），是印度共产党（毛主义）的“文工团”。 由来自安得拉邦的Leng领导， 拥有超过一万名成员。

## 背景和活动
CNM是印度共产党（马列）人民战争的“宣传单位”和“文化部门”，在村里“举办舞蹈、戏剧、诗歌及音乐工作室”，“鼓励青少年加入人民战争集团”。 据他们说，他们是一个“文化团队”，他们“不战斗”，只“唱歌”。 他们还专注于文学和造型艺术。他们自己筹集音乐磁带，还有一个“移动编辑单位”。
CNM在他们的演讲中吸引了“大量人群”。
1994年8月，CNM开始以孟加拉语、 冈德语、印地语、马拉地语和泰卢固语出版双月刊《Jhankar》，至今仍在出版。

## 反对
印度政府信息和广播部（ministry of Information and Broadcasting）“激活自己的文化部门”以“对抗”CNM，他们认为，这是“通过歌曲和文化节目煽动部族反抗印度政权。”
2013年8月16日，恰蒂斯加尔邦政府根据《恰蒂斯加尔邦特别公共安全法》（Chhattisgarh Special Public Security Act）以其疑似参与恰蒂斯加尔邦红色走廊地区的“叛乱活动”为由取缔了CNM，此后，该禁令被延长至2015年8月30日。